# Guerfand
Guerfand település Franciaországban, Saône-et-Loire megyében. Lakosainak száma 226 fő (2022. január 1.). Guerfand Saint-Martin-en-Bresse, L’Abergement-Sainte-Colombe és Montcoy községekkel határos.

## Népesség
A település népességének változása:
| Lakosok száma | 205  | 205  | 206  | 207  | 210  | 215  | 221  | 226  |
|               | 2013 | 2015 | 2017 | 2018 | 2019 | 2020 | 2021 | 2022 |